# 페스티벌게이트

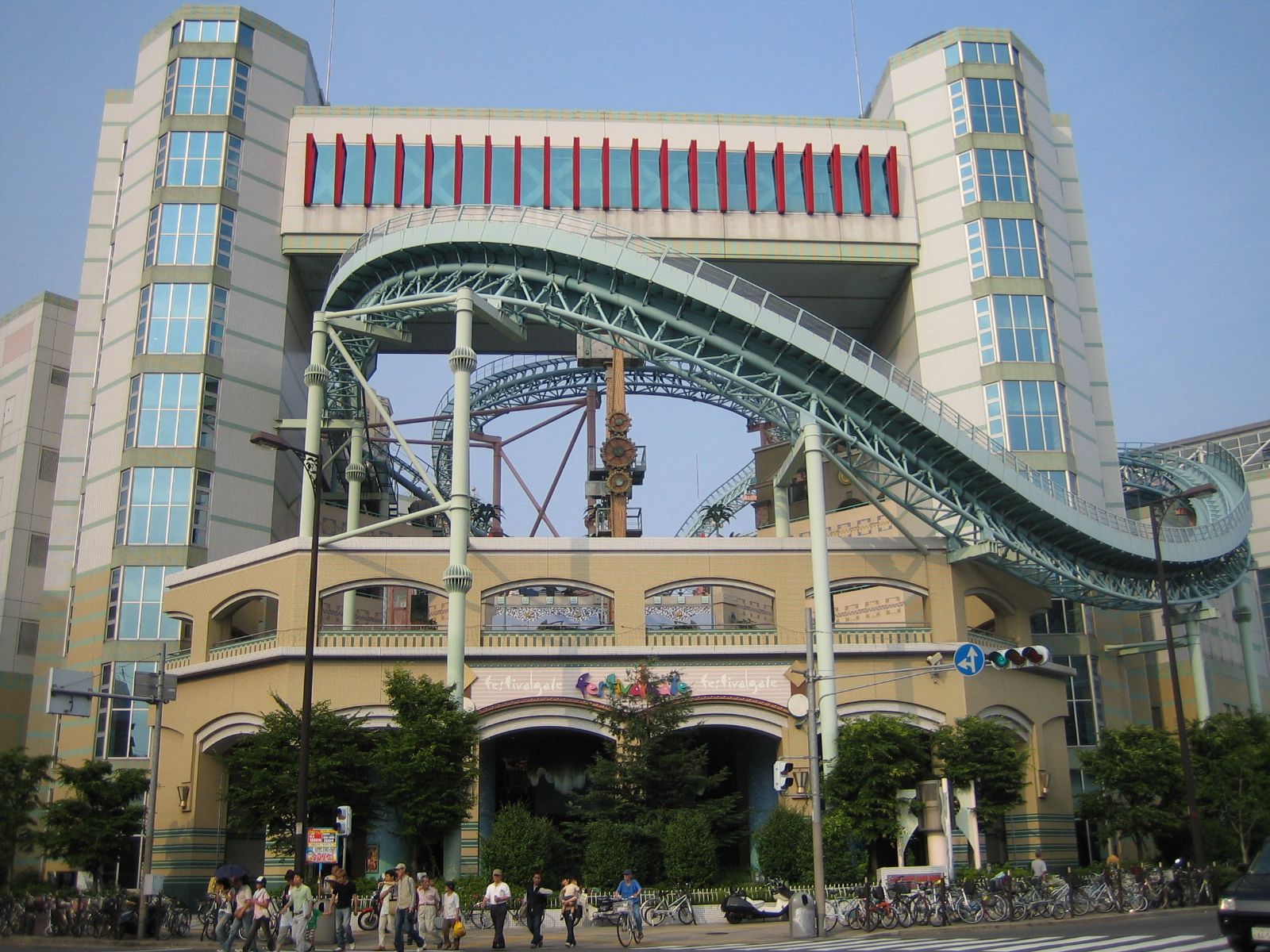
페스티벌 게이트 입구

페스티벌게이트는 일본 오사카부 오사카시 나니와구에 있는 놀이공원이다. 8층으로 이루어져 있으며, 대형 게임센터, 영화관, 음식점들이 모여있다. 롤러코스터와 40m 높이에서 떨어지는 곤도라 데오스탑이 유명하다.
2011년 8월 현재 철거되었다.